# Armand Amar
Armand Amar (1953, Jerusalem) és un francès d'origen marroquí compositor de músiques de cinema i televisió . Va guanyar el premi César 2010 per a la millor música de pel·lícula per El concert.
Les seves composicions es caracteritzen per tenir nombroses referències musicals a cultures estrangeres. Col·labora regularment amb el realitzador Yann Arthus-Bertrand.

## Biografia
Nascut l'any 1953 i va passar la seva infantesa al Marroc. El 1976 descobreix la dansa de la mà del coreògraf sud-africà Peter Goss. Alhora s'implicà a l'escola de comediants de Patrice Chéreau i ensenyà al Conservatori Nacional Superior.
Va compondre la seva primera música de pel·lícula l'any 2002 a petició de Costa-Gavras a Amen. Després de tres nomenaments l'any 2002, 2005 i en 2006, assoleix el César de la millor música de pel·lícula pel Le concert l'any 2010. El seu Oratorio Leylâ et Majnűn ou l'amour mystique, creat l'any 2011, ha sigut interpretat a la Sala Pleyel l'abril del 2014.

## Composicions

### Pel·lícules
- 2002: Amen. d'en Costa-Gavras
- 2004: La terre vue du ciel d'en Renaud Delourme
- 2004: Tabous (Zohre & Manouchehr) d'en Mitra Farahani
- 2005: Va, vis et deviens d'en Radu Mihaileanu
- 2005: Le Couperet d'en Costa-Gavras
- 2006: La Piste d'en Éric Valli
- 2006: Bab'Aziz, le prince qui contemplait son âme d'en Nacer Khémir
- 2006: Dies de glòria d'en Rachid Bouchareb
- 2006: La Faute à Fidel d'en Julie Gavras
- 2007: Cartouches gauloises d'en Mehdi Charef
- 2007: Mon colonel d'en Laurent Herbiet
- 2007: Le Premier Cri d'en Gilles de Maistre
- 2007: Comme ton père d'en Marco Carmel
- 2008: La Jeune Fille et les Loups d'en Gilles Legrand
- 2008 : Sagan d'en Diane Kurys
- 2009: Welcome d'en Philippe Lioret
- 2009: Eden à l'ouest d'en Costa-Gavras
- 2009: Moi, Van Gogh d'en Peter Knapp i d'en François Bertrand
- 2009: Home d'en Yann Arthus-Bertrand
- 2009: El concert d'en Radu Mihaileanu
- 2009: London River d'en Rachid Bouchareb
- 2010: Comme les cinq doigts de la main d'en Alexandre Arcady
- 2010: Ao, le dernier Néandertal d'en Jacques Malaterre
- 2010: Hors la loi d'en Rachid Bouchareb
- 2011: Tu seras mon fils d'en Gilles Legrand
- 2011: Les Hommes libres d'en Ismaël Ferroukhi
- 2011: La Source des femmes d'en Radu Mihaileanu
- 2012: El que el dia deu a la nit d'en Alexandre Arcady
- 2012: El capital d'en Costa-Gavras
- 2012: Mon bel oranger d'en Marcos Bernstein
- 2012: Planète Océan d'en Yann Arthus-Bertrand et Michael Pitiot
- 2012: Amazonia Eterna; film documentaire brésilien d'en Belisario Franca[4]
- 2013: Pour une femme d'en Diane Kurys
- 2013: Belle et Sébastien d'en Nicolas Vanier
- 2013: L'Épreuve (Thousand Time Good Night) d'en Erik Poppe
- 2014: Red Line d'en Andrea Kalinl
- 2014: Le Promeneur d'oiseau d'en Philippe Muyl
- 2014: 24 jours d'Alexandre Arcady
- 2014: Caricaturistes, fantassins de la démocratie, d'en Radu Mihaileanu
- 2015: Belle et Sébastien, l'aventure continue, d'en Christian Dugay
- 2015: L'Odeur de la mandarine d'en Gilles Legrand
- 2015: Human d'en Yann Arthus-Bertrand

### Televisió
- 1997: Miracle à l'Eldorado d'en Philippe Niang
- 2005: jungle nomade d'n'Eric Valli
- 2006 à 2010: Vu du ciel d'en Yann Arthus-Bertrand
- 2007: Marie Humbert, le secret d'une mère d'en Marc Angelo
- 2009: Grands Reporters d'en Gilles de Maistre
- 2010: Marion Mazzano d'en Marc Angelo
- 2011: Voir le pays du matin calme d'en Gilles de Maistre
- 2013: Crime d'état d'en Pierre Aknine
- 2014: Ce soir je vais tuer l'assassin de mon fils d'en Pierre Aknine
- 2014: Jusqu'au dernier d'en François Velle
- 2014: L'Odyssée sauvage, documental d'en Nicolas Vanier
- 2015: Une chance de trop d'en François Velle

### Col·laboracions
- 2006: Songs From a World Apart amb Levon Minassian (doudouk)

## Premis
- 2005: millor música per Jungla nomade of the Himalaya, una pel·lícula d'en Éric Valli al festival de l'extrem.
- 2006: premi SACEM per la música de la pel·lícula Més Lluny d'en Éric Valli.
- 2009: GSCA best original score per Mi Van Gogh una pel·lícula d'en Emax de François Bertrand
- 2010: IFMCA Best original score for ha documentary feature per Home, una pel·lícula d'en Yann Arthus-Bertrand.
- 2010: César de la millor música original pel Concert